# Carl-Bertil Agnestig
Carl-Bertil Agnestig, ursprungligen Andersson, född 7 mars 1924 i Järvsö församling, Gävleborgs län, död 14 juli 2019, var en svensk musikpedagog, körledare och tonsättare.
Han var son till ingenjören Anders Ruben (Andersson) Agnestig (1897–1982) och Karin, ogift Grahn (1904–1990). Familjen kom 1928 till Byarums församling i Småland, och bosatte sig slutligen i Nacka 1938.
Agnestig avlade högre musiklärarexamen vid Kungliga Musikhögskolan 1946. Han blev musiklärare vid Uppsala stads musikskola 1947, vid Nacka musikskola 1948, studierektor 1959 och tillförordnad rektor där 1966. Han var förbundssekreterare i Riksförbundet Sveriges musikpedagoger (RSM) 1959, ledamot samarbetskommittén för de svenska musikpedagogförbunden från 1962 och av Svenska Facklärarförbundets förbundsråd från 1966.
Agnestig har skrivit läroböcker för instrumentalundervisning i musikskolan. Han har också komponerat många sånger och körsånger, och finns representerad i Den svenska psalmboken 1986 med tonsättningen av två verk (nr 214 b och 443). 
Carl-Bertil Agnestig var en tid gift med Alfhild Kerstin Linnéa Burman (1920–2010) innan han 1980 gifte sig med Agneta Åkerfeldt (född 1932). Agnestig har två söner.

## Priser och utmärkelser
- 1966 - Vinnare i SR:s körtävling med Nacka musikskolas lilla kör
- 1967 - Vinnare av Let the Peoples Sing (ungdomskörklassen) med Nacka flickkör
- 1969 - Nacka kommuns kulturstipendium
- 1993– Årets barn- och ungdomskörledare
- 1994 – Medaljen för tonkonstens främjande
- 2002 - Nacka kommuns kulturpris
- 2005 - Svenska Musikförläggareföreningens pris Life Time Achievement[8]
- 2009 - Svenska kompositörer av populärmusiks stipendium[9]

## Verk (urval)

### Pedagogik

#### Piano
- Vi spelar piano 1-3 (del 1 1958)
- Pianopyssel 1-2
- Pianoprisma 1-2
- Flerhändigt 1-2

#### Blockflöjt
- Vår första blockflöjtsbok (1955)
- Vår andra blockflöjtsbok, samspelet
- Tjo flöjt

#### Flöjt
- Vi spelar flöjt 1-4 (Agnestig/Asplund)
- Flöjtspel 1-2 (Agnestig/Asplund)
- Flöjtprisma 1-2 (Agnestig/Asplund)

#### Klarinett
- Vi spelar klarinett 1-4 (Agnestig/Pettersson)

#### Trumpet
- Vi spelar trumpet 1-2 (Agnestig/Cederberg)

#### Violin
- Vi spelar fiol 1-4 (Agnestig/Nestler)

#### Kör
- Lätt för kör 1-5
- Vi sjunger i kör 1-3
- Förnya kören
- Varianten på diskanten 1-3

| - Diskanten 1 – 8 | \| Diskanten 1 – 8 \| \| -------------------------------------------------------------------------------------------------------------------------------------------------------------------------------------------------------------------------------------------------------------------------------------------------------------------------------------------------------------------------------------------------------------------------------------------------------------------------------------------------------------------------------------------------------------------------------------------------------------------------------------------------------------------------------------------------------------------------------------------------------------------------------------------------------------------------------------------------------------------------------------------------------------------------------------------------------------------------------------------------------------------------------------------------------------------------------------------------------------------------------------------------------------------------------------------------------------------------------------------------------------------------------------------------------------------------------------------------------------------------------------------------------------------------------------------------------------------------------------------------------------------------------------------------------------------------------------------------------------------------------------------------------------------------------------------------------------------------------------------------------------------------------------------------------------------------------------------------------------------------------------------------------------------------------------------------------------------------------------------------------------------------------------------------------------------------------------------------------------------------------------------------------------------------------------------------------------------------------------------------------------------------------------------------------------------------------------------------------------------------------------------------------------------------------------------------------------------------------------------------------------------------------------------------------------------------------------------------------------------------------------------------------------------------------------------------------------------------------------------------------------------------------------------------------------------------------------------------------------------------------------------------------------------------------------------------------------------- \| \| - Diskanten 1 (1976) - Var bor du, lilla råtta - Vov, vov, sade hunden - Innan jag föddes - Videvisan - En idé - Snälla sol - Pax - Jakobs syn - Hur långt är det till Betlehem? - Hej hå, du gamle måne - Marta och Maria - Fadershemmet - Trickel Tråckel – Gåtvisa - Vinden ser vi inte - Liten loppa - Säg mig, du lilla fågel - Dimpe Dopp – Gåtvisa** - Adventstid - Nej, jag är inte rädd - Fjärilen - Tusen stjärnor glimmar - Alla mina färger - Ute blåser sommarvind - Finns det leksaker i himmelriket? - Silvervisa - Är jag barnslig? - Bygga bo - Herren är min herde - Alla Guds barn - Sagan om snöflingorna - Jul - Visa natt före jul - Skapelsen - Diskanten 2 (1976) - Nu är det dags - Vaggsång vår (Eva Norberg Hagberg - Gåta i maj (Eva Norberg Hagberg) - Oxdragarsång (arr.) - Inte en sparv (Britt G. Hallqvist) - Det var i april, om kvällen (översättning Britt G. Hallqvist, original Katharine Tynan) - Segla i en segelbåt (Lennart Hellsing) - Måne och sol (Britt G. Hallqvist) - När det snöar (Eva Norberg Hagberg) - En liten Lucia (Evy Hertzberg) - Nu kommer julens högtid snart (Sonja Hedberg/C.B. Agnestig) - En Jultrall (Ingeborg Björk) - Guds lille fattige son (Britt G. Hallqvist) - Diskanten 3 - Diskanten 4 - Diskanten 5 (1988) - Adventsång (Rebecka Stolpe) - Ljusare än solen (Lisbeth Nilsson) - Gud finns överallt (Birgitta Ågren) - Gud har många änglar (Rebecka Stolpe) - Vitsippor (Cajsa Råberg) - Om du behöver händer, Gud (Eva Andersson) - Fred (Anita Bohl) - Jag vill tacka Gud (Cajsa Råberg) - Himmelens hagar (Birgitta Eriksson) - Om kvällen (Anita Bohl) - När Gud i himlen lekte (Ingmar Lundén) - Bara vi barn (Rebecka Stolpe) - En gång var jag inte född (Lisbeth Nilsson) - Sakaios var en liten man (Ivar Karlstrand) - Diskanten 6 (1988) - Julen nalkas i advent (Britt G. Hallqvist) - Jag kan också (Ivar Karlstrand) - Du är ju kärleken (Margareta Svedman) - En dag (Anita Bohl) - Jesus lever (Ingrid Johansson) - Flykten till Egypten (Gunvor Gustafsson) - Allt som är fint (Birgitta Eriksson) - När stjärnor tänds på himmelen (Ivar Karlstrand) - Herre, låt Ditt ansikte lysa (Lisbeth Nilsson) - Himmelriket (Anita Bohl) - Påskmorgon (Ingrid Johansson) - Diskanten 7 (1988) - Advent är här (Anita Bohl) - Adventskonungen (Ivar Friberg) - Jordens Gud, stjärnornas Herre (Britt G. Hallqvist) - Den gode herden (Anita Bohl) - Jag vill önska freden (Cajsa Råberg) - Symeon (Anita Elmehed) - Tack o Gud för livets gåva (Anita Bohl) - Kom, vila du lilla fågel (Atle Burman) - En ängel kom från Herren Gud (Rebecka Stolpe) - Hela jorden är Guds verk (anita Bohl) - Diskanten 8 (1988) - Se, han kommer (Anita Bohl) - Låt kyrkan blomma (Rebecka Stolpe) - Tänk om Jesus gått förbi (Anita Bohl) - För Gud jag sjunger min visa (Rebecka Stolpe) - Det vill jag tacka för (Anita Bohl) - Skapelsen (Cajsa Råberg) - Vi vill en sång (Ingmar Lundén) \| |
| Diskanten 1 – 8 | |
| - Diskanten 1 (1976) - Var bor du, lilla råtta - Vov, vov, sade hunden - Innan jag föddes - Videvisan - En idé - Snälla sol - Pax - Jakobs syn - Hur långt är det till Betlehem? - Hej hå, du gamle måne - Marta och Maria - Fadershemmet - Trickel Tråckel – Gåtvisa - Vinden ser vi inte - Liten loppa - Säg mig, du lilla fågel - Dimpe Dopp – Gåtvisa** - Adventstid - Nej, jag är inte rädd - Fjärilen - Tusen stjärnor glimmar - Alla mina färger - Ute blåser sommarvind - Finns det leksaker i himmelriket? - Silvervisa - Är jag barnslig? - Bygga bo - Herren är min herde - Alla Guds barn - Sagan om snöflingorna - Jul - Visa natt före jul - Skapelsen - Diskanten 2 (1976) - Nu är det dags - Vaggsång vår (Eva Norberg Hagberg - Gåta i maj (Eva Norberg Hagberg) - Oxdragarsång (arr.) - Inte en sparv (Britt G. Hallqvist) - Det var i april, om kvällen (översättning Britt G. Hallqvist, original Katharine Tynan) - Segla i en segelbåt (Lennart Hellsing) - Måne och sol (Britt G. Hallqvist) - När det snöar (Eva Norberg Hagberg) - En liten Lucia (Evy Hertzberg) - Nu kommer julens högtid snart (Sonja Hedberg/C.B. Agnestig) - En Jultrall (Ingeborg Björk) - Guds lille fattige son (Britt G. Hallqvist) - Diskanten 3 - Diskanten 4 - Diskanten 5 (1988) - Adventsång (Rebecka Stolpe) - Ljusare än solen (Lisbeth Nilsson) - Gud finns överallt (Birgitta Ågren) - Gud har många änglar (Rebecka Stolpe) - Vitsippor (Cajsa Råberg) - Om du behöver händer, Gud (Eva Andersson) - Fred (Anita Bohl) - Jag vill tacka Gud (Cajsa Råberg) - Himmelens hagar (Birgitta Eriksson) - Om kvällen (Anita Bohl) - När Gud i himlen lekte (Ingmar Lundén) - Bara vi barn (Rebecka Stolpe) - En gång var jag inte född (Lisbeth Nilsson) - Sakaios var en liten man (Ivar Karlstrand) - Diskanten 6 (1988) - Julen nalkas i advent (Britt G. Hallqvist) - Jag kan också (Ivar Karlstrand) - Du är ju kärleken (Margareta Svedman) - En dag (Anita Bohl) - Jesus lever (Ingrid Johansson) - Flykten till Egypten (Gunvor Gustafsson) - Allt som är fint (Birgitta Eriksson) - När stjärnor tänds på himmelen (Ivar Karlstrand) - Herre, låt Ditt ansikte lysa (Lisbeth Nilsson) - Himmelriket (Anita Bohl) - Påskmorgon (Ingrid Johansson) - Diskanten 7 (1988) - Advent är här (Anita Bohl) - Adventskonungen (Ivar Friberg) - Jordens Gud, stjärnornas Herre (Britt G. Hallqvist) - Den gode herden (Anita Bohl) - Jag vill önska freden (Cajsa Råberg) - Symeon (Anita Elmehed) - Tack o Gud för livets gåva (Anita Bohl) - Kom, vila du lilla fågel (Atle Burman) - En ängel kom från Herren Gud (Rebecka Stolpe) - Hela jorden är Guds verk (anita Bohl) - Diskanten 8 (1988) - Se, han kommer (Anita Bohl) - Låt kyrkan blomma (Rebecka Stolpe) - Tänk om Jesus gått förbi (Anita Bohl) - För Gud jag sjunger min visa (Rebecka Stolpe) - Det vill jag tacka för (Anita Bohl) - Skapelsen (Cajsa Råberg) - Vi vill en sång (Ingmar Lundén) | |

### Vokalverk
- Dette forår (1978, SSA, barnkör, piano, flöjt)
- Spillemannen kommer (1983, SATB)
- Vi och ni (1983, blandad kör, barnkör, piano)
- De fem årstider (1984, solo, barnkör, piano)
- Missa in Discantu (1986, SSA)
- Sanctus (1987, SATB, till Nacka oratoriekör)
- Kärlekens musik (1992, SSA)

### Psalmer och sånger i urval
- Lär mig att bedja av hjärtat (1986 nr 214 b) tonsatt 1976
- Dig vi lovsjunger, ärar (1986 nr 443) tonsatt 1975
- Adventstid (”Adventstid kom till mitt ensamma hus ...”) text och tonsatt 1964

- Psalmer i 90-talet
  - 874 Människan lever en liten tid (Allt vi behöver för att leva)
  - 879 Inte en sparv